# Sīrāvand
Sīrāvand (persiska: سيراوَند, سيراوَن, سیراوند) är en ort i Iran.   Den ligger i provinsen Hamadan, i den nordvästra delen av landet, 300 km väster om huvudstaden Teheran. Sīrāvand ligger 1 770 meter över havet och antalet invånare är 888.
Terrängen runt Sīrāvand är kuperad åt nordväst, men åt sydost är den platt. Runt Sīrāvand är det ganska tätbefolkat, med 80 invånare per kvadratkilometer. Närmaste större samhälle är Asadābād, 11,2 km öster om Sīrāvand. Trakten runt Sīrāvand består till största delen av jordbruksmark.